# Ghost of Tsushima
Ghost of Tsushima é um jogo eletrônico de ação-aventura desenvolvido pela Sucker Punch Productions e publicado pela Sony Interactive Entertainment. A história acompanha Jin Sakai, um samurai que precisa proteger a Ilha de Tsushima durante a primeira invasão mongol do Japão. Ele se vê dividido entre escolher seguir o código do guerreiro para lutar honradamente ou usar métodos práticos e desonrosos para subjugar os mongóis. A jogabilidade apresenta um grande mundo aberto que pode ser explorado a pé ou a cavalo. Ao enfrentar inimigos o jogador pode escolher enfrentá-los diretamente com a katana de Jin ou usar táticas furtivas e assassinar oponentes tornando-se assim o lendário guerreiro conhecido como "o Fantasma". Um modo multijogador intitulado Ghost of Tsushima: Legends foi lançado posteriormente e disponibilizado em separado do jogo principal.
O desenvolvimento de Ghost of Tsushima começou em 2014, logo depois da finalização de Infamous First Light. A Sucker Punch queria deixar a série Infamous e criar um jogo que tivesse grande ênfase em combate corpo a corpo. Eles colaboraram com o Japan Studio e visitaram Tsushima duas vezes com o objetivo de garantir que o título fosse o mais culturalmente e historicamente autêntico quanto possível. A equipe se inspirou bastante em cinema do gênero chanbara, particularmente nos filmes dirigidos por Akira Kurosawa, como também a história em quadrinhos Usagi Yojimbo. A paisagem do jogo e o estilo minimalista de sua direção de arte foram influenciados por Shadow of the Colossus. Apesar do mapa do jogo ter um formato similar à verdadeira Tsushima, a intenção não era criar uma réplica idêntica. A trilha sonora foi composta por Ilan Eshkeri e Shigeru Umebayashi.
Ghost of Tsushima foi lançado mundialmente para PlayStation 4 em 17 de julho de 2020, com uma versão expandida e aprimorada para PlayStation 4 e PlayStation 5 estreando em 20 de agosto de 2021. Esta última foi chamada de Versão do Diretor e incluía a expansão de história Ilha Iki, lançada no mesmo dia. O jogo foi muito bem recebido pela crítica especializada ao ser lançado, recebendo elogios por seu combate, narrativa, personagens, interpretações e música, porém recebeu algumas críticas negativas em relação às implementações da jogabilidade de furtividade e estrutura de seu mundo aberto. Foi também um sucesso comercial, vendendo mais de 9,73 milhões de cópias mundialmente até julho de 2022 e tornando-se um dos títulos originais de maior sucesso da Sony. Foi indicado e venceu vários prêmios de final de ano, especialmente por sua direção de arte.

## Jogabilidade

A jogabilidade de Ghost of Tsushima envolve a capacidade de derrotar inimigos usando diferentes métodos, incluindo combate corpo a corpo usando a katana de Jin

Ghost of Tsushima é um jogo eletrônico de ação-aventura jogado de uma perspectiva em terceira pessoa. Os jogadores tem uma variedade de opções de jogabilidade para alcançar seus objetivos. Podem entrar em confrontos diretos com inimigos usando sua katana, chamado de confronto, que podem resultar em uma série de ataques fatais contra diferentes inimigos. Em combate, o protagonista Jin Sakai adota diferentes posturas de combate ao enfrentar diferentes tipos de oponentes: postura da pedra para espadachins, postura da água para inimigos com escudos, postura do vento para lanceiros e postura da lua contra brutos. Mais adiante na história a postura do fantasma é desbloqueado, que deixa Jin invencível e lhe permite matar inimigas com um único golpe por um tempo limitado. Os jogadores precisam matar um número de inimigos sem sofrer danos ou assassinar um líder mongol para poderem ativar a postura do fantasma. É preciso atordoar inimigos ou realizar um bloqueio perfeito para quebrar a defesa de adversários antes de atacá-los para causar danos. Os jogadores também tem acesso a arcos, que podem disparar diferentes tipos de flechas. Em certos momentos do jogo Jin precisa duelar contra personagens não jogáveis que atuam como chefões, possuindo táticas ofensivas únicas. O nível de dificuldade mais elevado é um modo mais realista em que o jogador e inimigos infligem grandes quantidades de dano, com todas as lutas que não são chefões terminando em um ou dois ataques bem-sucedidos.
Como alternativa, usar furtividade permite que os jogadores evitem inimigos e ataquem silenciosamente. Progredir no jogo dá aos os jogadores a chance de desbloquear assassinatos em cadeia, permitindo que Jin ataque vários inimigos em sequência. Jin tem um grande arsenal de armas à sua disposição. Estas incluem bombinhas e sinos de vento que criam distrações, bombas de fumaça para desorientar inimigos em alerta, kunais para atacar vários inimigos ao mesmo tempo e explosivos para matar grupos de inimigos. Os jogadores também desbloqueiam uma zarabatana que lhes permite atirar dardos envenenados que podem fazer suas vítimas alucinarem ou atacar seus companheiros. Restaurar a saúde de Jin ou usar técnicas especiais de combate gastam "determinação", que é adquirida ao realizar feitos como assassinatos e bloqueios perfeitos.
Ghost of Tsushima possui um grande mundo aberto que pode ser explorado com ou sem orientação baseada na direção do vento. As três regiões de Tsushima são desbloqueadas gradualmente enquanto o jogador progride. Izuhara é desbloqueada primeiro, seguida por Totoyama e Kamiagata. Os jogadores viajam para diferentes partes de Tsushima a cavalo e podem usar um item que atua como gancho para acessar áreas de difícil acesso. Enquanto explora o mundo, pássaros amarelos guiam Jin para locais de interesse. Estes incluem fontes termais que aumentam a saúde máxima de Jin, "Cortes de Bambu" que aumentam a determinação máxima, "Pilares da Honra" que contém cosméticos extras para as armas e armaduras de Jin, mais locais onde Jin pode meditar e compor haikus. Seguir portões torii e completar desafios de plataforma permite que os jogadores encontrem Altares Xinto e desbloqueiem amuletos que concedem bônus passivos como redução de dano sofrido, redução da velocidade de detecção dos inimigos e aumento da quantidade de vida recuperada. Raposas também levam Jin a Santuários Inari, que aumentam o número de amuletos que Jin pode equipar.
O jogo possui missões paralelas e personagens não-jogáveis com quem o jogador pode interagir. Jogadores podem libertar vilarejos e campos controlados pelos mongóis ao eliminarem todos os inimigos na área. Novas posturas de combate são desbloqueadas após Jin observar ou matar líderes mongóis. Finalizar missões paralelas ou ajudar personagens não-jogáveis concede pequenos amuletos ou presentes coletados em altares. Finalizar missões paralelas chamadas de "Contos Místicos" desbloqueia armaduras únicas e técnicas especiais de combate. Cada conjunto de armadura tem diferentes propriedades que proporcionam benefícios em combate. A maioria das armaduras e roupas podem ser aprimoradas coletando materiais pelo mundo. A aparência de Jin também pode ser customizada com máscaras, capacetes e bandanas.

### Multijogador
Há um modo multijogador chamado Ghost of Tsushima: Legends, acessado a partir do menu principal ou interagindo com um personagem não-jogável chamado Gyozen, o Contador de Histórias, no modo campanha. Legends é baseado na mitologia japonesa e apresenta mundos e inimigos sobrenaturais. Há quatro classes: samurai é o personagem tanque que consegue infligir e suportar grande quantidade de dano, caçador é o artilheiro de longa-distância especializado em armas como arco e flecha, rōnin tem a habilidade de invocar cães para ajudar em combate e pode reviver personagens, e o assassino pode infligir grandes quantidades de dano com um único ataque, além de possuir a habilidade "Ataque das Sombras" que permite teletransporte por curtas distâncias. Os jogadores, à medida que jogam mais partidas e progridem pelo modo, sobem de nível até desbloquearem aprimoramentos específicos de classe e itens cosméticos. A performance em combate dos jogadores é ditada pelo nível "ki" do equipamento. Quanto mais alto o ki do jogador, mais letal ele é, deixando-o mais capacitado para finalizar missões nos níveis mais altos de dificuldade. Há três modos de jogo:
- História: dois jogadores podem completar missões narradas e objetivos juntos.[24] Níveis adicionais de dificuldade, novos objetivos e recompensas podem ser desbloqueadas progredindo pelo jogo. "O Conto de Iyo" é um modo em três capítulos descrito como a "culminação da história" de Legends,[25] tendo sido projetado para jogadores experientes e para grupos de até quatro membros, salientando trabalho em equipe e coordenação, possuindo quebra-cabeças que precisam ser solucionados cooperativamente.[26]
- Sobrevivência: quatro jogadores trabalham juntos e lutam contra quinze ondas de inimigos cada vez mais desafiadores.[24] O grupo pode ganhar acesso a poderosas habilidades enquanto sobrevivem e completam objetivos, incluindo invocar um urso espiritual para ajudar no combate e incendiar inimigos.[22]
- Rivais: duas equipes de dois jogadores competem uma contra a outra. O objetivo é progredir mais rapidamente e matar mais inimigos do que a equipe rival. Enquanto derrotam inimigos as equipes ganham "magatama", uma moeda que pode ser usada para comprar benefícios e maldições que atrapalham o progresso da outra equipe. Assim que uma quantidade suficiente de magatama é adquirida, a última onda é desbloqueada e a equipe precisa finalizá-la mais rápido do que a outra para pode vencer a partida.[27]

## Enredo

### Principal
Uma frota Mongol liderada por Khotun Khan, primo de Kublai Khan e neto de Gengis Khan, invade a ilha japonesa de Tsushima em 1274. O samurai local lorde Jin Sakai e seu tio, lorde Shimura, lideram os samurais da ilha em uma tentativa de repelir os invasores. Entretanto, a batalha termina em desastre com todos os samurais mortos, Shimura capturado e Jin seriamente ferido e deixado para morrer. Ele é encontrado e revivido por Yuna, uma ladra, que lhe informa que a ilha sucumbiu aos invasores. Jin invade a fortaleza de Khotun no Castelo Kaneda em uma tentativa de resgatar Shimura, porém é derrotado em combate pelo próprio Khotun e jogado de uma ponte.
Jin percebe que não poderá derrotar os mongóis sozinho e com táticas samurai tradicionais, assim viaja ao redor da ilha para tentar recrutar aliados e aprender sobre táticas de guerrilha. Ele recruta Yuna, o irmão ferreiro desta Taka, o comerciante Kenji, o mestre arqueiro Sadanobu Ishikawa, a samurai Masako Adachi e o mercenário Ryuzo junto com seus rōnin, os chamados Chapéus de Palha. O povo de Tsushima começa a chamar Jin de "O Fantasma" enquanto ele atrapalha as atividades mongóis e libera vilarejos, referindo-se a um espírito samurai que levantou-se contra os invasores. Taka cria um gancho para Jin poder escalar as muralhas do Castelo Kaneda, permitindo que ele ataque o local com seus aliados. Todavia, Ryuzo e os Chapéus de Palha, desprovidos e famintos pelas condições de guerra, traem Jin para coletarem uma recompensa junto com Khotun. Jin consegue escapar e retomar o Castelo Kaneda, mas nesta altura Khotun já tinha partido com Ryuzo para conquistar o Castelo Shimura ao norte.
Para retomar o Castelo Shimura, Jin recruta o monge Norio e seus guerreiros, o Clã Yarikawa. Também recruta o pirata Goro em nome de Shimura para levar ao xogum uma petição por reforços e um pedido para que Jin seja adotado como seu filho. Jin recupera sua armadura familiar de sua governanta Yuriko, que lhe ensina a criar venenos. Sob ordens de Shimura, Jin e Taka tentam se infiltrar na fortaleza onde está Ryuzo, porém são emboscados e capturados por Khotun, que mata Taka depois de Jin se recusar a se submeter. Jin escapa com a ajuda de Yuna. Os reforços do xogum chegam e Shimura lidera o exército em um ataque contra o Castelo Shimura, forçando os mongóis a recuarem para o torreão interno. Durante a retirada os mongóis detonam explosivos na ponte que levava ao pátio interno, infligindo grandes perdas aos samurais.
Jin percebe que um novo ataque frontal resultará apenas em mais mortes, assim se infiltra no torreão e envenena a bebida dos mongóis. Também encontra e mata Ryuzo. Entretanto, Jin novamente perde Khotun, que seguiu mais para o norte. Shimura, apesar de ter reconquistado seu castelo sem mais baixas, fica furioso com Jin, pois suas ações violaram gravemente o código samurai para lutar honradamente. Shimura, sabendo que o xogum irá executar Jin por insubordinação, pede para que ele use Yuna como bode expiatório, porém Jin se recusa e abraça sua persona de "Fantasma". Ele é preso, mas escapa. Jin vai para o norte e descobre que os mongóis aprenderam a produzir seu veneno com a intenção de usá-lo na invasão do resto do Japão. Jin, antes de reunir seus aliados e atacar a fortaleza de Khotun em Porto Izumi, deixa um bilhete para Shimura em seu castelo pedindo para que este junte-se ao ataque. As forças mongóis são distraídas e Jin infiltra-se no porto e consegue matar Khotun.
A invasão mongol perde força com a morte de Khotun e a guerra pende em favor dos samurais. Shimura informa Jin que o xogum o considera uma ameaça para a estabilidade de Tsushima e situação geral de obediência do povo para seus líderes. Consequentemente, o xogum desfez o Clã Sakai e ordenou que Shimura mate Jin. Os dois remanescem sobre o que perderam e relutantemente concordar em duelar pela última vez, com Jin emergindo como o vitorioso. Ele tem a opção de matar Shimura e lhe dar a morte digna de um guerreiro ou abandonar por completo o código samurai e poupá-lo. Independentemente da escolha, Jin se torna um inimigo declarado do xogum.

### Ilha Iki
Algum tempo depois de seu duelo com Shimura, Jin encontra uma comunidade de aldeões que ficaram insanos por um veneno descrito como "remédio sagrado". Este foi dado para eles por um grupo de mongóis desconhecido para Jin, uma tribo liderada por Ankhsar "A Águia" Khatun. Jin derrota a tribo e descobre que Khatun iniciou uma conquista da vizinha Ilha Iki, onde seu falecido pai Kazumasa certa vez liderou uma campanha militar fracassada contra os corsários locais. Os samurais deixaram a ilha depois de Kazumasa ter sido emboscado e morto pelos corsários. Jin era um menino e estava presente durante a campanha, tendo testemunhado a morte de seu pai e se culpado desde então por não tê-lo salvado. Ele parte para Iki com o objetivo de impedir Khatun antes que esta invada Tsushima e também para enfrentar seu passado.
Jin descobre que a base de Khatun é a antiga fortaleza construída por seu pai, o Forte Sakai. Jin invade o forte, porém é derrotado pelos mongóis e capturado por Khunbish, o segundo em comando de Khatun. Ele e Khatun forçam Jin a consumir o "remédio sagrado" em uma tentativa de convertê-lo em um dos xamãs de sua tribo. O veneno faz ele alucinar visões de Khatun, seu falecido pai e muitos de seus fracassos passados. Jin é resgatado pelo corsário Tenzo, que aceita relutantemente sua ajuda e o leva até sua líder, Fune. Jin trabalha junto com os corsários para enfraquecer o domínio de Khotun sobre a ilha, conseguindo retomar Forte Sakai e matar Khunbish. Ele também consegue subjugar uma retaliação de Khatun, mas nisto acaba escutando Tenzo dizer a um mongol agonizante "que sua morte sirva a todos os seres", a mesma frase que um corsário mascarado disse a Kazumasa antes de matá-lo. Jin percebe que foi Tenzo quem matou seu pai, quase matando-o antes de finalmente conseguir controlar sua raiva. Jin propõe realizar novamente a emboscada que matou seu pai para atrair e matar Khatun. Jin, mesmo sofrendo de alucinações quase constantes, consegue superar os efeitos do "remédio sagrado" ao reconhecer as falhas de seu pai e aceitar sua morte. Ele mata Khatun em um duelo, também perdoando Tenzo e então seguindo seu caminho.

## Desenvolvimento

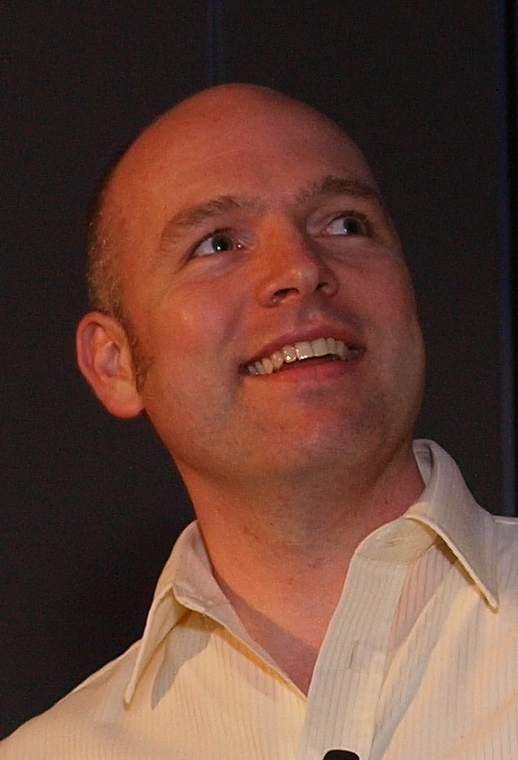
Nate Fox, o diretor de jogo de Ghost of Tsushima

Ghost of Tsushima foi desenvolvido pela Sucker Punch Productions com uma equipe de 160 funcionários. Nate Fox foi o diretor de jogo, enquanto Jason Connell foi o diretor de criação e o diretor de arte. O desenvolvimento começou em 2014 depois do estúdio ter finalizado Infamous Second Son e sua expansão First Light. A Sucker Punch, após trabalhar na série Infamous por nove anos, achava que era o momento de criar algo novo. O estúdio decidiu durante a fase conceitual criar um título de mundo abertocom grande ênfase em combate corpo a corpo. Várias outras ambientações e temas foram considerados antes do Japão feudal ser escolhido, incluindo piratas, o fora da lei escocês Robert Roy MacGregor e Os Três Mosqueteiros. A equipe acabou encontrando um relato histórico da invasão mongol de Tsushima em 1274 e "toda a visão se encaixou no lugar". Antes a Sucker Punch desenvolveu um protótipo que acabou cancelado chamado Prophecy, ambientado em um mundo steampunk e com elementos de jogabilidade que acabaram sendo usados em Ghost of Tsushima. O desenvolvimento durou seis anos, o mais longo da história do estúdio. A produção foi finalizada em 22 de junho de 2020, indicando que o jogo estava pronto para lançamento.

### Narrativa

Ghost of Tsushima se passa durante a primeira invasão mongol do Japão em 1274, quando os mongóis tomaram a ilha de Tsushima

A invasão mongol de Tsushima foi escolhida como ambientação porque o conflito era "fácil para as pessoas conceptualizar imediatamente". Como os mongóis na época possuíam o exército mais tecnologicamente avançado do mundo, existiriam altos riscos que exigiriam a intervenção de Jin e, consequentemente, do jogador também. A Sucker Punch consultou-se com o Japan Studio, outra equipe de desenvolvimento da Sony Interactive Entertainment, cedo no desenvolvimento a fim de garantir que o mundo de jogo fosse autêntico. O Japan Studio ficou animado com a ideia e ajudou a trazer aproximadamente dez membros da Sucker Punch para o Japão e para a ilha de Tsushima para uma visita guiada de dez dias com um historiador. A equipe visitou o Japão duas vezes para pesquisarem Tsushima, uma no verão e outra em novembro, no aniversário da invasão. O Japan Studio também ajudou a Sucker Punch a se conectar com historiadores com quem a equipe se consultou sobre a história da invasão e costumes e tradições japonesas locais. Especialistas em dialetos japoneses, religião durante o século XIII e de kanjis da mesma época também foram consultados. A Sucker Punch convidou os especialistas em artes marciais samurai Ide Ryusetsu e Kuwami Masakumo Shike para realizarem a captura de movimento do jogo e aconselharem sobre lutas com espadas. O especialista em luta com espadas David Ishimaru também se envolveu na criação do estilo de combate. A equipe inicialmente considerou colocar figuras históricas reais no jogo, porém decidiram o contrário depois de serem informados pelos especialistas de que isso seria insensível. A armadura de guerreiro e katana de Jin não são historicamente corretas, com a armadura especificamente sendo baseada no período Sengoku dos séculos XVI e XVII. Segundo Chris Zimmerman, programador e co-fundador da Sucker Punch, a armadura samurai do século XIII tinha um visual "chocante" e não se alinhava com as expectativas dos jogadores de como uma armadura samurai deveria ser. A katana foi incluída no jogo porque foi considerada o "ícone por excelência do samurai". Um dos tradutores japoneses sugeriu à equipe que as atividades paralelas envolvendo haikus fossem substituídas pela menos anacrônica waka, porém isto foi rejeitado já que o haiku tem mais reconhecimento fora do Japão.
Um dos principais objetivos dos desenvolvedores era que a narrativa apresentasse um elenco de personagens fortes e bem desenvolvidos. Ghost of Tsushima, diferentemente da série Infamous, não possui um sistema de carma. Sua ausência permitiu que a equipe contasse uma história mais coesa que melhor refletia a transformação de Jin de um samurai honroso para um guerreiro lendário que precisa sacrificar tudo que conhecesse sobre honra e tradição com o objetivo de salvar Tsushima. O mundo e os personagens reagem dinamicamente às escolhas de Jin, seja desaprovando suas ações ou encorajando-as, em vez do jogador ser apresentado com escolhas binárias como nos jogos Infamous. A Sucker Punch achou que a história seria relacionável, pois consideraram que a jornada de Jin de abandonar quem era para "se tornar algo novo" era uma mensagem universal que ressoaria com os jogadores modernos. Mesmo assim, o jogador pode trocar facilmente entre o estilo samurai e o estilo fantasma, pois as raízes de Jin como samurai não mudam apesar de sua transformação para se tornar "o Fantasma". Apesar da ausência do sistema de carma, o clima de Tsushima torna-se mais tempestuoso quando o jogador usa técnicas fantasma mais frequentemente. Khotun Khan, o antagonista de Ghost of Tsushima, não passa por mudança transformativa alguma, sendo retratado como um invasor implacável com o "aspecto burocrático" enquanto tenta conquistar Tsushima com o mínimo de derramamento de sangue.
Fox afirmou que apesar do jogo ser "totalmente baseado em realidade", a equipe tomou várias liberdades a fim de criar uma narrativa ficcional. A verdadeira invasão mongol foi frustrada por um furacão e a Sucker Punch reconheceu isto com a katana de Jin, que tem gravações com desenhos de tempestade e vento. O filme Jūsannin no Shikaku de Takashi Miike e os filmes dirigidos por Akira Kurosawa, como Shichinin no Samurai, Tsubaki Sanjūrō, Yōjinbō, Akahige e Ran, serviram de grandes fontes de inspiração para os desenvolvedores. O final de Tsubaki Sanjūrō em específico inspirou diretamente a jogabilidade de "confrontos" do jogo, em que um samurai precisa esperar seu oponente realizar o primeiro movimento e então matá-lo com um único golpe. A equipe tentou replicar dentro do jogo o código samurai mostrado em Shichinin no Samurai. Além disso, a Sucker Punch encontrou em contato com o espólio de Kurosawa com o objetivo de conseguir permissão para usar o nome do diretor em seu modo de jogabilidade em preto e branco. A série de quadrinhos Usagi Yojimbo, que tem um coelho samurai de modos educado resolvendo problemas para cidadãos comuns, também foi uma influência. Fox leu os quadrinhos enquanto trabalhava na série Sly Cooper. O sobrenome do protagonista de Ghost of Tsushima é uma homenagem a Stan Sakai, o criador de Usagi Yojimbo. Vários jogos eletrônicos também serviram de inspiração para a equipe: muitos itens dentro do jogo foram inspirados na série Tenchu, enquanto a opção de jogar tanto como fantasma quanto como um samurai honrado foi influenciada por Onimusha: Warlords. Outras fontes de inspiração incluíram Karateka e Red Dead Redemption.

### Projeto técnico
Ghost of Tsushima foi projetado para ser desafiador. Jin frequentemente está em inferioridade numérica e inimigos básicos podem matá-lo rapidamente. A equipe esperava que, por meio do combate difícil do título, os jogadores apreciassem mais pequenos melhoramentos incrementais. Fox afirmou que os três pilares do combate eram "lama, sangue e aço". A Sucker Punch queria que o jogo fosse realista, visceral e desafiador. Fox também falou que os desenvolvedores tentaram deixar os combates com espada mortais, para que assim cada encontro lembrasse aqueles vistos em filmes de samurai. O sistema de combate foi o elemento mais difícil de ser implementado em Ghost of Tsushima, pois a equipe precisou criar várias versões e modificar seu projeto frequentemente. Jogadores teste reclamaram inicialmente que os inimigos eram "espumas de espada", absorvendo grandes quantidades de dano antes de morrerem, o que quebrava a imersão. A equipe respondeu adicionando "pontos de vida" e "pontos de armadura", mas por fim decidiram que todos os inimigos deveriam ser derrotados dentro de um certo número de acertos. A saúde dos inimigos não muda independentemente da dificuldade escolhida, em vez disso os inimigos adotam táticas mais defensivas. Protótipos iniciais deste projeto foram descritos como exagerados, pois os inimigos desviavam todos os ataques. Consequentemente, um sistema que permite que os jogadores quebrem as defesas dos oponentes enquanto permanecem na ofensiva foi introduzido. A equipe permitiu que os combates durassem mais durante os duelos, pois os jogadores provavelmente as considerariam lutas contra chefões e assim esses encontros não poderiam acabar rápido. Armas Fantasmas foram projetadas para serem "extremamente letais" e de forma geral mais eficientes do que as armas samurai. Isto complementava ainda mais a história e o dilema emocional de Jin entre manter a honra samurai e salvar a ilha por meios desonestos. Fox comparou os inimigos mongóis com uma matilha de lobos que atacam o jogador por todos os lados. Ele comparou o combate do jogo com uma dança, em que os jogadores precisam se "entrelaçar [perfeitamente] entre as espadas mongóis" enquanto vários inimigos atacam simultaneamente.
Um dos objetivos da Sucker Punch era criar um "mundo aberto lindo, sereno e cheio de natureza do Japão feudal". Connell, durante uma exibição do jogo na Paris Games Week, saiu do roteiro pré-estabelecido e anunciou para a imprensa que Ghost of Tsushima não teria nenhum tipo de mecânica de waypoint e que a exploração seria ditada principalmente pela curiosidade do jogador. Isto pegou a equipe de surpresa e eles precisaram adicionar elementos extras à jogabilidade com o objetivo de cumprir a promessa de Connell. O estúdio se esforçou para garantir que o jogo tivesse momentos de calma em que os jogadores pudessem diminuir o ritmo e mergulharem totalmente no mundo. Isto foi alcançado por meio de um head-up display minimalista, objetivos guiados pela natureza e atividades de mundo aberto relaxantes que não estão conectadas com progressão ou com a narrativa principal geral. Missões paralelas foram comparadas a uma antologia de histórias, com Jin conhecendo personagens que simplesmente estão tentando sobreviver à brutalidade da guerra. Connell falou que o objetivo final era para os jogadores se perderem na recriação do Japão feudal feita pela Sucker Punch.

### Arte e mundo

Cores vivas foram usadas pela equipe para criar diferentes partes da Ilha de Tsushima

A equipe decidiu bem cedo no processo de desenvolvimento que "vento soprando literalmente ao redor de tudo no mundo" seria o "cartão de visitas visual" de Ghost of Tsushima. Isto foi inspirado em antigos filmes chanbara de samurai, que frequentemente tem movimento no plano de fundo na forma de poeira, fumaça e vento. A equipe demorou um ano e meio para garantir que a folhagem e outros objetos reagiriam corretamente ao vento. A Sucker Punch originalmente adicionou uma bússola e ícones para ajudar os jogadores na navegação por Tsushima, mas perceberam que eles passavam um tempo excessivo olhando para esses elementos e ignoravam o próprio mundo. A equipe então decidiu usar o vento para guiar os jogadores aos seus objetivos, forçando-os assim a observar o mundo. Os desenvolvedores demoraram uma semana para criar o sistema e aproximadamente um ano refinando-o. A Sucker Punch, ao implementar esse modo de navegação, se inspirou em Shadow of the Colossus, em que o jogador descobre a direção de seus objetivos levantando sua espada e observando a luz refletida. Connell comentou que a "natureza é um símbolo da casa de Jin" e que orientação a partir do vento servia como uma ferramenta importante para os jogadores se "conectarem" com o lar de Jin. Segundo Fleming, o vento como guia também evocava um sentimento de que a "própria natureza está do lado [do jogador]". Isto também alinhavam-se com a história real, pois as forças mongóis foram decimadas por um furacão que foi visto pelos japoneses como um "vento divino" enviado para proteger sua casa. Muitos dos efeitos e sistemas de partícula foram importados dos jogos da série Infamous.

"A floresta de samambaias tem muitas samambaias. Não apenas uma samambaia e um arbusto e duas árvores, mas sim 'Vamos primeiro inundar de samambaias, fazer com que seja a grande leitura'. E acho que seja grama dos pampas, samambaias, árvores gingko, lírios-aranha ou faias – esse é um tema ao qual voltamos inúmeras vezes."

—Jason Connell
A intenção da equipe não era criar uma réplica idêntica de Tsushima. Apesar da massa de terra no jogo ter o mesmo formato que a ilha verdadeira, a Sucker Punch tomou a liberdade para criar biomas individuais, garantido que cada região fosse artisticamente distinta. Isto permitiu a criação de uma identidade única para cada área, permitindo que os jogadores as identificassem facilmente de longe. Isto foi alcançado pelo uso de cores vibrantes. A Sucker Punch também escolheu a folhagem dominante de cada área e exagerou sua presença, criando "pequenos bolsões de enorme ousadia e beleza". Por exemplo, a equipe se focou em tons amarelos e laranjas ao criarem a Floresta Dourada, um dos locais do jogo, em vez de incluírem todos os tipos de árvores que cresceriam realisticamente ali. Connell descreveu esses locais como a imaginação de alguém sobre como uma área deveria ser e "o sonho perfeito de um fotógrafo". Fox comentou que a paisagem apresentada em Ghost of Tsushima é mais diversa do que a da ilha real, pois a equipe incorporou estéticas das ilhas principais japonesas em sua recriação de Tsushima.
Fleming comentou que "tudo no Japão tende a celebrar o espaço negativo". Consequentemente, a equipe salientou simplicidade no projeto de jogo, desde a arquitetura e interiores do mundo até mesmo o HUD minimalista. Connell falou que as equipes de arte e ambientes tiveram certa dificuldade em fazer a transição para Ghost of Tsushima depois de trabalharem por nove anos na série Infamous, que tinha um estilo visual estilo "punk rock". Tanto Shadow of the Colossus quanto The Legend of Zelda: Breath of the Wild serviram de inspiração para as paisagens e estéticas minimalistas do jogo, porém a Sucker Punch se empenhou para produzir um visual mais fotorrealista a fim de salientar a ambientação pitoresca de Ghost of Tsushima. Boa parte do título foi projetado para ser "sereno" e "tranquilo" para que assim o contraste com os momentos de violência no combate e narrativa fosse mais forte. Ghost of Tsushima também tem um filtro preto e branco chamado de "Modo Kurosawa", em homenagem ao cineasta. A equipe fez vários testes no jogo com elementos comumente encontrados em modos de acessibilidade projetados para pessoas daltônicas com o objetivo de testar esse modo.
As armaduras de Jin foram inspiradas em armaduras dos períodos Kamakura e Heian. Estas armaduras foram projetadas para serem volumosas e coloridas, radiando "uma sensação de realeza", contrastando com o traje mais escuro e ágil do Fantasma. A equipe deliberadamente evitou o desenho tradicional de assassino vestido todo de preto para o traje do Fantasma com o objetivo dele parecer mais realista. Partes de alguns trajes, como capas e pendões, respondiam ao vento, aprofundando a conexão do jogador e Jin com o mundo de jogo. Recrutas camponeses usam sobras de armaduras e tem uma aparência mais maltrapilhas do que típicos personagens samurai. Os camponeses frequentemente usam roupas com padrões geométricos que refletem suas origens. Por exemplo, as pessoas vivendo no norte de Tsushima usam roupas com padrões de flocos de neve. Khotun Khan tem duas armaduras, uma delas é quase completamente destituída de cor e com formato angular para simbolizar sua opressão e brutalidade.

### Áudio e música
Brad Meyer foi o diretor de áudio de Ghost of Tsushima. A equipe usou espadas sem fio anteriormente usadas em sessões de gravação para God of War, desenvolvido pela Santa Monica Studio, outra desenvolvedora da Sony, para gravarem os sons dos combates com espada. Meyer afirmou que a equipe passou muito tempo "raspando-as umas contra as outras, batendo-as umas nas outras, balançando-as, prendendo-as no teto e girando-as" para gravarem sons interessantes. A Sucker Punch também as usou para cortar frutas, vegetais e tecido a fim de criarem o som de uma espada cortando pelo corpo humano. Sons de combate não são enfatizados quando o jogador está explorando e fora de combate. Os sinos de vento de Jin foram gravados usando um fūrin japonês. Um papa-figos-preto foi escolhido como o pássaro guia do jogo porque ele pode ser encontrado no Japão e Meyer teve a oportunidade de gravar seu som enquanto estava de férias no Sri Lanka em 2018. O sistema de áudio e música foi inicialmente baseado naquele de Infamous Second Son, em que a música de combate se intensifica gradualmente em três estágios diferentes. Entretanto, para Ghost of Tsushima a equipe foi forçada a criar estágios adicionais devido aos elementos de jogabilidade adicionais, como a postura fantasma e os confrontos.
O compositor britânico Ilan Eshkeri compôs a trilha sonora do jogo. Ele fez grandes pesquisas sobre estilos musicais japoneses do século XIII, incluindo gagaku, cantos budistas shōmyō e os biwa hōshi. Um grupo de consultores também ajudou a traduzir letras do inglês para o japonês. Eshkeri recebeu o convite de trabalho depois de membros da equipe terem escutado seu trabalho no filme Coriolanus. A Sucker Punch ficou impressionada por como ele conseguiu recriar músicas japonesas com instrumentos ocidentais. O compositor estava inicialmente relutante em aceitar o trabalho já que não estava familiarizado em compor para jogos eletrônicos de ação, mas concordou depois de conhecer mais sobre a narrativa. Eshkeri aprendeu sobre escalas musicais japonesas, tocou instrumentos japoneses e escutou músicas vindas da própria Tsushima. Também se encontrou com Junko Ueda, uma das poucas musicistas que sabem tocar biwa, um instrumento usado pelos samurai no passado. Este foi usado na gravação de "The Way of the Ghost", o tema pessoal de Jin. Várias antigas melodias japonesas, como Heike Monogatari, foram rearranjadas e usadas por Eshkeri. Entretanto, ele deliberadamente evitou escutar as trilhas dos filmes de Kurosawa para que sua música permanecesse original. O compositor afirmou que a faixa mais difícil para compor foi a do duelo final, pois a música precisava ser cheia de ação e emocional. Eshkeri acabou escrevendo o dobro de música do que realmente era necessário para a trilha. Ghost of Tsushima também possui cinco suítes escritas pelo compositor japonês Shigeru Umebayashi, que ficou responsável por criar a música de exploração. Um álbum com a trilha sonora foi lançado em 17 de julho de 2020. Um EP de quatro faixas remixadas, com contribuições de Tokimonsta, Tycho, The Glitch Mob e Alessandro Cortini, foi lançado em 10 de julho.

## Lançamento
A campanha de divulgação de Ghost of Tsushima começou em 30 de outubro de 2017 quando seu trailer de revelação foi exibido durante a conferência de imprensa da Sony na Paris Games Week. A Sony optou por não anunciar o título muito cedo pois muitos dos sistemas de jogo ainda eram temporários e sujeitos a mudanças. Uma demonstração de jogabilidade foi exibida na E3 2018 junto com uma apresentação ao vivo de shakuhachi por Cornelius Boots. O jogo foi lançado para PlayStation 4 em 17 de julho de 2020, tendo sido adiado de sua data original de 26 de junho devido à pandemia de COVID-19. Ghost of Tsushima foi lançado em quatro edições diferentes: padrão, luxo digital, especial e colecionador. Cada edição vinha com diferentes itens físicos, além de itens dentro do jogo, como equipamentos e habilidades desbloqueadas, mais um bônus por ter comprado o título na pré-venda. A Sony também fez uma parceria com o Conselho de Turismo da Ilha de Tsushima e com a prefeitura de Nagasaki a fim de lançarem um website com o objetivo de educar as pessoas sobre a história e cultura da ilha. Pinturas produzidas pela Cook & Becker foram lançadas em novembro de 2020.
Uma expansão multijogador chamada Ghost of Tsushima: Legends foi lançada em 16 de outubro de 2020, junto com um modo "Novo Jogo+" para o jogo original. Diferentemente do jogo base, Legends possui elementos sobrenaturais inspirados na mitologia japonesa. Apesar de Legends ter sido adicionado pós-lançamento, a Sucker Punch tinha decidido cedo que Ghost of Tsushima teria alguma forma de jogabilidade cooperativa. O desenvolvimento começou em 2016 e o estúdio fez experimentos no projeto multijogador no decorrer de seis meses a um ano. A equipe escolheu elementos sobrenaturais como o ponto focal de Legends, o que lhes permitiu maior liberdade criativa ao projetarem personagens e suas habilidades. Um personagem contador de histórias foi adicionado na campanha um jogador para unir tematicamente o modo com a jornada de Jin e o mundo de Tsushima. O estilo visual de Legends permaneceu bruto até os últimos nove meses do desenvolvimento do modo. A batalha final de chefão também foi finalizada relativamente tarde no desenvolvimento, com a equipe chegando a considerar adiá-la ou remove-la por completo. Legends recebeu um lançamento em separado do jogo principal em 3 de setembro de 2021, sendo um dos três jogos disponibilizados gratuitamente para assinantes da PlayStation Plus em março de 2022.
A Sucker Punch lançou Ghost of Tsushima: Versão do Diretor em 20 de agosto de 2021, tanto para PlayStation 4 quanto para PlayStation 5. A versão de PlayStation 5 inclui vários elementos exclusivos, como sincronização labial total para áudio em japonês, suporte para interface háptica e gatilhos adaptáveis no controle DualSense, suporte para áudio 3D, resolução em 4K dinâmica e tempos de carregamento reduzidos. Esta versão também incluía a expansão Ilha Iki, em que Jin visita a vizinha Ilha Iki para impedir um tribo mongol liderada por uma xamã chamada Ankhsar Khatun. O tamanho da expansão é similar ao primeiro ato do jogo principal e os jogadores podem acessá-la assim que iniciam o segundo ato. Iki é bem diferente de Tsushima, pois é povoada principalmente por bandidos, saqueadores e outros personagens não-jogáveis criminosos. A equipe continuou usando cores vivas na direção de arte ao projetarem Iki, porém empregaram uma paleta de cor diferente para que assim os jogadores pudessem distingui-la facilmente de Tsushima. A história aprofunda-se no passado de Jin e na história do Clã Sakai, explorando um ponto de vista diferente da invasão mongol. Ilha Iki também adiciona novas habilidades de combate, como a capacidade do cavalo do jogador atropelar inimigos, novas missões paralelas e atividades de mundo aberto. A trilha sonora foi composta por Chad Cannon e Bill Hemstapat, que anteriormente tinham trabalhado com Umebayashi no arranjo e orquestração de suas contribuições para o jogo. A Sucker Punch anunciou em abril de 2022 que não mais lançariam atualizações para Ghost of Tsushima e Ghost of Tsushima: Legends, pois haviam transferido recursos para outros projetos.

## Recepção

### Crítica
Ghost of Tsushima foi bem recebido pela crítica especializada ao ser lançado. No agregador de resenhas Metacritic, o título tem um índice de aprovação de 83/100 para a versão de PlayStation 4 e 87/100 para a versão de PlayStation 5, indicando em ambos os casos "críticas geralmente favoráveis". Ele recebeu uma nota combinada perfeita de 40/40 dos quatro editores da revista japonesa Famitsu, sendo apenas o terceiro jogo eletrônico desenvolvido no ocidente a conseguir tal nota. Foi elogiado por Toshihiro Nagoshi, o criador da série Yakuza, que aplaudiu Jin como o protagonista, comentando que seria improvável que estúdios japoneses aprovassem um título estrelado por um homem de meia-idade por motivos de divulgação. Fox e Connell foram nomeados em março de 2021 como embaixadores de turismo para Tsushima por espalharem "o nome e história de Tsushima por meio de seus trabalhos".
A história foi bem recebida de forma geral. Matt Miller da Game Informer escreveu que Ghost of Tsushima oferecia "um conto sobre os ideais contraditórios de honra e vingança", elogiando as missões paralelas por proporcionarem uma contemplação sombria sobre a brutalidade da guerra e como ela afeta o dia a dia de pessoas ordinários. Mitchell Saltzman da IGN descreveu o dilema de Jin como "cativante", também afirmando que Khotun Khan era um antagonista memorável cuja "intensidade suave" era "estranhamente tranquilizante apesar de suas intenções aterrorizantes". Os críticos de forma geral elogiaram o elenco de personagens secundários, gostando de como suas histórias pessoais impactavam a história geral e o próprio desenvolvimento de Jin. Entretanto, as missões secundárias foram consideradas de forma geral repetitivas e esquecíveis. Chris Tapsell da Eurogamer as comparou desfavoravelmente com The Witcher 3: Wild Hunt e as considerou uma "ponderação tardia", criticando suas estruturas básicas e recompensas inadequadas. A interpretação dos atores foi amplamente elogiada, porém a falta de sincronia labial para a dublagem em japonês foi criticada. Edmond Tran da GameSpot comentou que os personagens tinham uma "notável falta de expressão corporal", prejudicando o efeito de certas cenas emocionais, mas mesmo assim afirmou que o impacto dessas cenas era muitas vezes elevado pela trilha sonora e cinematografia. Keza MacDonald do The Guardian achou que faltava intriga ao enredo e que Ghost of Tsushima aderiu "tão intimamente aos elementos e histórias da ficção samurai clássica que às vezes se esquece de ter uma personalidade própria".
A jogabilidade também foi elogiada de forma geral pela crítica. Miller gostou da variedade de inimigos e comentou que o combate permaneceu desafiador e fascinante mesmo próximo do fim do jogo. Ele também afirmou que os dois estilos de jogo eram satisfatórios, elogiando a Sucker Punch por permitir que os jogadores escolhessem livremente suas abordagens para os objetivos. Rachel Weber da GamesRadar+ também disse que o jogo era desafiador e que seu combate "fluía como uma dança", salientando que havia uma grande ênfase em ataques e defesas. Confrontos foram elogiados por lembrarem cenas de filmes japoneses de samurai. Saltzman gostou muito do combate e o comparou com os primeiros jogos da série Assassin's Creed, a série Batman: Arkham e Sekiro: Shadows Die Twice. Também gostou do sistema de progressão, pois não exigia que os jogadores se esforçassem muito para subirem de nível e que a dificuldade não crescia desproporcionalmente à medida que a narrativa progredia. Mike Williams da USgamer achou que o combate era "decente", mas que o ângulo de câmera e a falta de um sistema de travamento impedia que os jogadores controlassem facilmente o campo de batalha quando Jin era atacado por vários oponentes de várias direções e com estilos de ataque diferentes. Vários críticos ficaram decepcionados com a jogabilidade furtiva, que foi considerada muito rudimentar. Tanto Saltzman quanto Williams salientaram que a inteligência artificial era deficiente.
Weber descreveu o mundo de jogo como uma "obra de arte", Miller como a "visão de um pintor do Japão feudal", enquanto Saltzmann afirmou que sua paisagem visual era uma das melhores já vistas em um título de mundo aberto. O modo como Ghost of Tsushima usava elementos da natureza como vento e pássaros para guiar os jogadores até os objetivos foi elogiado, com Williams chegando a descrever o sistema de orientação pelo vento como uma "grande inovação". Tran escreveu que o vento guia encorajava os jogadores a explorarem o mundo de jogo e fazia com que eles mais provavelmente "seguissem estradas sinuosas em torno de montanhas e ao longo da margem do rio" em vez de escolherem a rota mais curta. Os momentos de calmo e suspiro oferecidos pelo jogo também foram elogiados pela crítica. Miller elogiou o projeto de mundo por encorajar os jogadores a explorar, mas lamentou que algumas áreas de plataforma eram muito estáticas e limitadas. Chris Carter da Destructoid gostou de algumas atividades do mundo aberto, destacando a composição de haikus e tomar banho em fontes termais como exemplos de conteúdos opcionais únicos. Por outro lado, Tapsell ficou decepcionado com a estrutura do mundo aberto, achando-a datada e sem imaginação. Ele também comentou que os conteúdos paralelos careciam de variedade e mistério. Andrew Webster da The Verge achou que as atividades de mundo aberto eram repetitivas e minavam as ideias inovadoras do jogo. Kirk McKeand da VG247 também criticou as atividades de mundo aberto por atrapalharem o ritmo da história, considerando que a estrutura de algumas missões era muito "arcaica".

### Vendas
Ghost of Tsushima foi o título físico mais vendido em sua semana de estreia no Reino Unido, com 373 473 vendidas no país até o final de 2020. Foi o jogo físico mais rapidamente vendido em julho de 2020 nos Estados Unidos e também o mais rapidamente vendido da história da Sucker Punch. Ghost of Tsushima ficou em primeiro nas tabelas de títulos mais baixados digitalmente nos Estados Unidos e Europa. Foi o sétimo jogo eletrônico mais vendido nos Estados Unidos em 2020. A Versão do Diretor foi o título mais vendido no Reino Unido em sua semana de lançamento, ficando em segundo lugar nos Estados Unidos em agosto de 2021 atrás apenas de Madden NFL 22. Mundialmente, Ghost of Tsushima vendeu mais de 2,4 milhões de unidades em seus três primeiros dias, tornando-se a melhor estreia de uma propriedade intelectual original no PlayStation 4. Ele já tinha vendido mais de cinco milhões de cópias até novembro de 2020, com este número tendo chegado a 9,73 milhões em julho de 2022.
No Japão, Ghost of Tsushima foi o jogo eletrônico mais vendido durante sua semana de estreia, com 212 915 unidades vendidas. O título chegou a ficar fora de estoque em algumas lojas japonesas no decorrer de seu primeiro mês. Ele permaneceu entre os trinta jogos mais vendidos no Japão por mais de quinze semanas consecutivas, totalizando 412 mil cópias vendidas. Foi o segundo jogo exclusivo da Sony mais vendido no Japão na história, atrás apenas de Spider-Man.

### Prêmios
| Ano  | Prêmio                            | Categoria                                                              | Resultado | Ref             |
| ---- | --------------------------------- | ---------------------------------------------------------------------- | --------- | --------------- |
| 2020 | Golden Joystick Awards 2020       | Jogo PlayStation do Ano                                                | Indicado  | [ 156 ] [ 157 ] |
| 2020 | Golden Joystick Awards 2020       | Melhor Áudio                                                           | Indicado  | [ 156 ] [ 157 ] |
| 2020 | Golden Joystick Awards 2020       | Melhor Narrativa                                                       | Indicado  | [ 156 ] [ 157 ] |
| 2020 | Golden Joystick Awards 2020       | Melhor Projeto Visual                                                  | Indicado  | [ 156 ] [ 157 ] |
| 2020 | Golden Joystick Awards 2020       | Estúdio do Ano (Sucker Punch Productions)                              | Indicado  | [ 156 ] [ 157 ] |
| 2020 | The Game Awards 2020              | Jogo do Ano                                                            | Indicado  | [ 158 ]         |
| 2020 | The Game Awards 2020              | Melhor Direção de Jogo                                                 | Indicado  | [ 158 ]         |
| 2020 | The Game Awards 2020              | Melhor Direção de Arte                                                 | Venceu    | [ 158 ]         |
| 2020 | The Game Awards 2020              | Melhor Narrativa                                                       | Indicado  | [ 158 ]         |
| 2020 | The Game Awards 2020              | Melhor Interpretação (Daisuke Tsuji como Jin Sakai)                    | Indicado  | [ 158 ]         |
| 2020 | The Game Awards 2020              | Melhor Projeto de Áudio                                                | Indicado  | [ 158 ]         |
| 2020 | The Game Awards 2020              | Melhor Jogo de Ação/Aventura                                           | Indicado  | [ 158 ]         |
| 2020 | The Game Awards 2020              | Voz do Jogador                                                         | Venceu    | [ 158 ]         |
| 2020 | Titanium Awards                   | Melhor Projeto Narrativo                                               | Indicado  | [ 159 ]         |
| 2020 | Titanium Awards                   | Melhor Arte                                                            | Indicado  | [ 159 ]         |
| 2021 | 24º D.I.C.E. Awards               | Jogo do Ano                                                            | Indicado  | [ 160 ]         |
| 2021 | 24º D.I.C.E. Awards               | Jogo de Aventura do Ano                                                | Venceu    | [ 160 ]         |
| 2021 | 24º D.I.C.E. Awards               | Realização Técnica Extraordinária                                      | Indicado  | [ 160 ]         |
| 2021 | 24º D.I.C.E. Awards               | Realização Extraordinária em Direção de Jogo                           | Indicado  | [ 160 ]         |
| 2021 | 24º D.I.C.E. Awards               | Realização Extraordinária em Projeto de Jogo                           | Indicado  | [ 160 ]         |
| 2021 | 24º D.I.C.E. Awards               | Realização Extraordinária em História                                  | Indicado  | [ 160 ]         |
| 2021 | 24º D.I.C.E. Awards               | Realização Extraordinária em Direção de Arte                           | Venceu    | [ 160 ]         |
| 2021 | 24º D.I.C.E. Awards               | Realização Extraordinária em Projeto Sonoro                            | Venceu    | [ 160 ]         |
| 2021 | 24º D.I.C.E. Awards               | Realização Extraordinária em Composição Musical Original               | Venceu    | [ 160 ]         |
| 2021 | 19º Visual Effects Society Awards | Melhor Cinematografia Virtual em Projeto Computadorizado               | Indicado  | [ 161 ] [ 162 ] |
| 2021 | 19º Visual Effects Society Awards | Melhores Efeitos Visuais em Projeto em Tempo Real                      | Venceu    | [ 161 ] [ 162 ] |
| 2021 | 17º British Academy Games Awards  | Melhor Jogo                                                            | Indicado  | [ 163 ] [ 164 ] |
| 2021 | 17º British Academy Games Awards  | Realização Artística                                                   | Indicado  | [ 163 ] [ 164 ] |
| 2021 | 17º British Academy Games Awards  | Realização em Áudio                                                    | Venceu    | [ 163 ] [ 164 ] |
| 2021 | 17º British Academy Games Awards  | Projeto de Jogo                                                        | Indicado  | [ 163 ] [ 164 ] |
| 2021 | 17º British Academy Games Awards  | Multijogador                                                           | Indicado  | [ 163 ] [ 164 ] |
| 2021 | 17º British Academy Games Awards  | Música                                                                 | Indicado  | [ 163 ] [ 164 ] |
| 2021 | 17º British Academy Games Awards  | Narrativa                                                              | Indicado  | [ 163 ] [ 164 ] |
| 2021 | 17º British Academy Games Awards  | Propriedade Original                                                   | Indicado  | [ 163 ] [ 164 ] |
| 2021 | 17º British Academy Games Awards  | Intérprete em um Papel Principal (Daisuke Tsuji como Jin Sakai)        | Indicado  | [ 163 ] [ 164 ] |
| 2021 | 17º British Academy Games Awards  | Intérprete em um Papel Secundário (Patrick Gallagher como Khotun Khan) | Indicado  | [ 163 ] [ 164 ] |
| 2021 | 17º British Academy Games Awards  | Jogo do Ano EE                                                         | Indicado  | [ 163 ] [ 164 ] |
| 2021 | 21º Game Developers Choice Awards | Jogo do Ano                                                            | Indicado  | [ 165 ]         |
| 2021 | 21º Game Developers Choice Awards | Melhor Áudio                                                           | Indicado  | [ 165 ]         |
| 2021 | 21º Game Developers Choice Awards | Melhor Projeto                                                         | Indicado  | [ 165 ]         |
| 2021 | 21º Game Developers Choice Awards | Melhor Narrativa                                                       | Indicado  | [ 165 ]         |
| 2021 | 21º Game Developers Choice Awards | Melhor Tecnologia                                                      | Indicado  | [ 165 ]         |
| 2021 | 21º Game Developers Choice Awards | Melhor Arte Visual                                                     | Venceu    | [ 165 ]         |
| 2021 | 21º Game Developers Choice Awards | Prêmio do Público                                                      | Venceu    | [ 165 ]         |
| 2021 | Japan Game Awards 2021            | Grande Prêmio                                                          | Venceu    | [ 166 ]         |
| 2021 | Japan Game Awards 2021            | Prêmio por Excelência                                                  | Venceu    | [ 166 ]         |
| 2021 | Japan Game Awards 2021            | Prêmio dos Projetistas de Jogo                                         | Vice      | [ 166 ]         |
| 2021 | Golden Joystick Awards 2021       | Melhor Expansão de Jogo (Ilha Iki)                                     | Venceu    | [ 167 ]         |